# Гаљијарда (Кјети)
Гаљијарда (итал. Gagliarda) је насеље у Италији у округу Кјети, региону Абруцо.
Према процени из 2011. у насељу је живело 109 становника. Насеље се налази на надморској висини од 116 м.